# Rosolino Montano
Rosolino Montano (né en Italie en 1896 et mort à une date inconnue) est un joueur de football italien, qui évoluait au poste de gardien de but.

## Biographie
Il fait ses débuts comme portier pour le Foot-Ball Club Juventus lors d'un match contre l'US Pro Verceil le 19 janvier 1913 lors d'une défaite 4-0. Son dernier match, lui, a lieu le 18 octobre 1914 contre le Piemonte Football Club avec une victoire 8-1 à la clé.
Au total, avec trois saisons passées au club bianconero, il a joué un total de 26 matchs et encaissé 40 buts.

### Statistiques
| Saison         | Club           | Championnat     | Championnat | Championnat |
| Saison         | Club           | Compétition     | Matchs      | Buts        |
| -------------- | -------------- | --------------- | ----------- | ----------- |
| 1912-1913      | Juventus       | Prima categoria | 2           | -4          |
| 1913-1914      | Juventus       | Prima categoria | 23          | -34         |
| 1914-1915      | Juventus       | Prima categoria | 2           | -4          |
| Total Juventus | Total Juventus |                 | 27          | -42         |
| Total carrière | Total carrière |                 | 27          | -42         |